# Zlatan Bajramović
Pour les articles homonymes, voir Bajramović.
Zlatan Bajramović (né le 12 août 1979 à Hambourg, Allemagne) est un footballeur bosniaque qui joue au poste de milieu de terrain. 

## Clubs
- 1997-2002:  FC Sankt Pauli
- 2002-2005:  SC Fribourg
- 2005-2008:  FC Schalke 04
- 2008-2011:  Eintracht Francfort

## Équipe nationale
- 37 sélections et 3 buts avec l'équipe de Bosnie-Herzégovine entre 2002 et 2009.

## Palmarès
- SC Fribourg
  - Vainqueur de la 2.Bundesliga en 2003.
- FC Schalke 04
  - Vainqueur de la Coupe de la Ligue d'Allemagne en 2005.